# Chiesa dell'Assunzione della Beata Vergine Maria (Pieve Fissiraga)
La chiesa dell'Assunzione della Beata Vergine Maria, nota anche come chiesa di Santa Maria Assunta, è la parrocchiale di Pieve Fissiraga, in provincia e diocesi di Lodi; fa parte del vicariato di Lodi Vecchio-San Martino in Strada.

## Storia
Le prime attestazioni dell'esistenza della pieve di Santa Maria Assunta risalgono al XII secolo; nel 1261 risultavano sue filiali le cappelle di Massalengo, Cornegliano Laudense e Bargano, alle quali si aggiungevano alcuni oratori ubicati in località scomparse col tempo o ancora identificate.
Nella Descriptio del 1619 si legge che a servizio della cura d'anime v'erano un arciprete e due canonici, che la parrocchiale, avente come filiali gli oratori di Santa Maria Annunciata, di San Giovanni e di Santo Stefano Protomartire ed inserita nel vicariato di Sant'Angelo Lodigiano, era sede delle confraternite del Santissimo Sacramento, della Dottrina Cristiana e del Rosario e che il numero dei fedeli era pari a 973.
Invece, nel 1690 risultava che la chiesa di Santa Maria Assunta era compresa nel vicariato di Massalengo e che aveva alle sue dipendenze i tre oratori dell'Esaltazione della Croce, di San Gregorio e di Sant'Antonio.
Nel 1695 iniziarono i lavori di rifacimento dell'edificio; la parrocchiale, disegnata da Carlo Bovio, fu portata a compimento nella prima metà del Settecento. 
In quel secolo la chiesa divenne sede di un vicariato, comprendente, oltre a quella pievese, anche le parrocchie di Bargano, Cornegliano Laudense, Massalengo e Villanova del Sillaro, il quale tuttavia nel 1859 risultava non più esistente; esso fu ripristinato all'inizio del Novecento, per poi venir nuovamente soppresso sul finire del secolo.

## Descrizione

### Esterno
La facciata a salienti della chiesa, rivolta a nordovest, è suddivisa da una cornice marcapiano modanata in due registri, entrambi scanditi da paraste tuscaniche; quello inferiore presenta al centro il portale maggiore e ai lati gli ingressi secondari, sormontati da finestre, mentre quello superiore, affiancato da due volute, è caratterizzato da un rilievo raffigurante una scena sacra e coronato dal timpano triangolare.
Annesso alla parrocchiale è il campanile a base quadrata, abbellito da lesene angolari; la cella presenta su ogni lato una monofora ed è coperta dal tetto a quattro falde.

### Interno
L'interno dell'edificio si compone di tre navate, spartite da pilastri abbelliti da lesene e sorreggenti archi a tutto sesto, sopra i quali corre il cornicione su cui s'imposta la volta; al termine dell'aula si sviluppa il presbiterio, rialzato di due gradini, ospitante l'altare maggiore e chiuso dall'abside.